# Terang
Terang is een plaats in de Australische deelstaat Victoria en telt 2256 inwoners (2006). Het dorp ligt aan de Princes HWY die Mount Gambier en Melbourne verbindt. Het dorpje heeft een golfclub, college, een klein ziekenhuis en verschillende hotels.